# هکثورن
هکثورن (به انگلیسی: Hackthorn) یک روستا و محله مدنی در بریتانیا است که در West Lindsey واقع شده‌است. هکثورن ۲۰۷ نفر جمعیت دارد.